# Arquitectura barroca en España

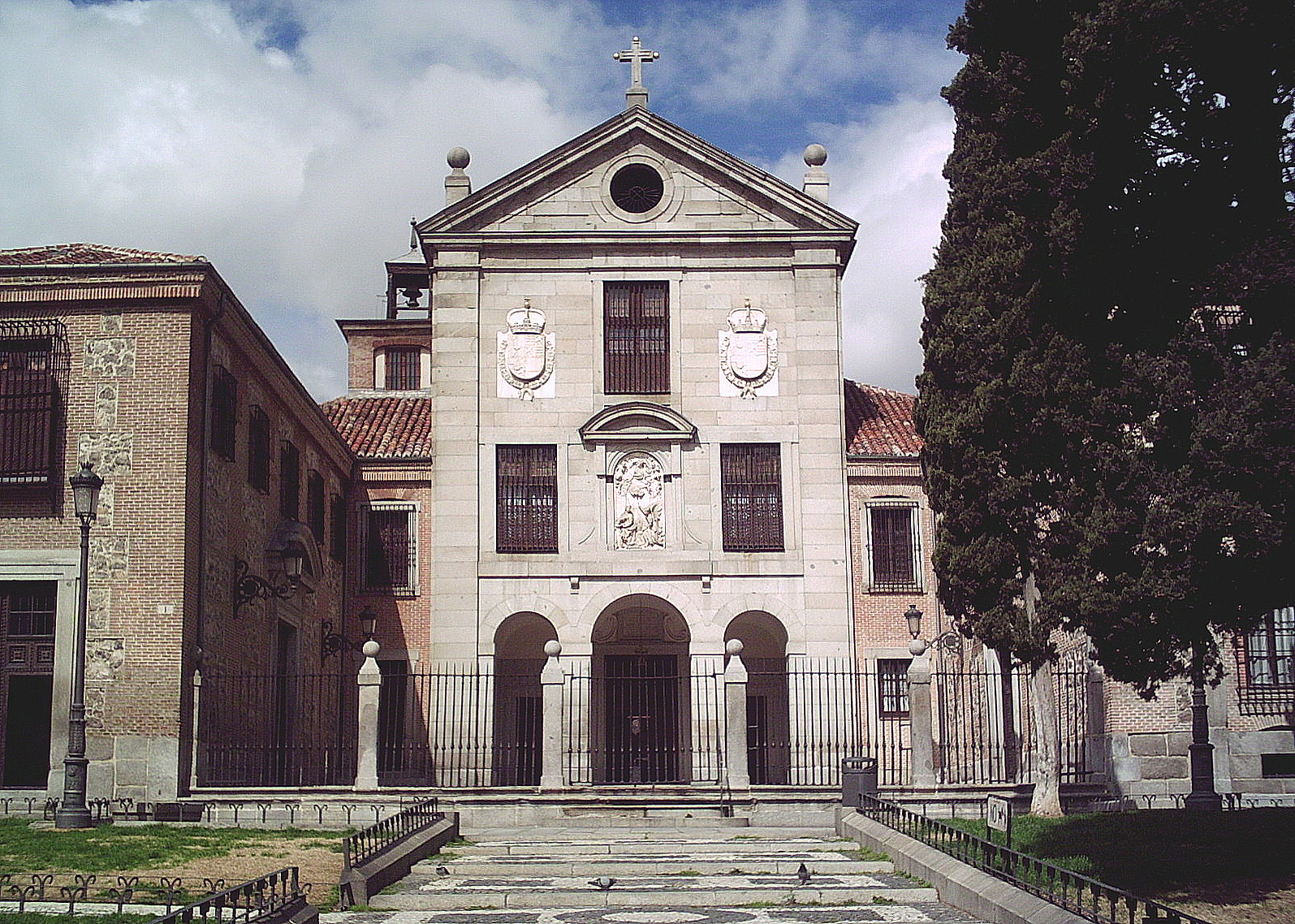
Real Monasterio de la Encarnación en Madrid, de fray Alberto de la Madre de Dios, 1611-1616.

Arquitectura barroca en España, arquitectura barroca española o arquitectura del Barroco español son denominaciones historiográficas habitualmente utilizadas para la arquitectura del Barroco que se produjo en el territorio actual de España durante el siglo XVII y los dos primeros tercios del siglo XVIII, periodo histórico correspondiente a distintas conformaciones territoriales de la Monarquía Hispánica de los últimos Austrias y los primeros Borbones. Para la arquitectura española en la América española de la época se suele utilizar el término Barroco colonial (véase arte colonial hispanoamericano).

## La arquitectura delsigloXVII

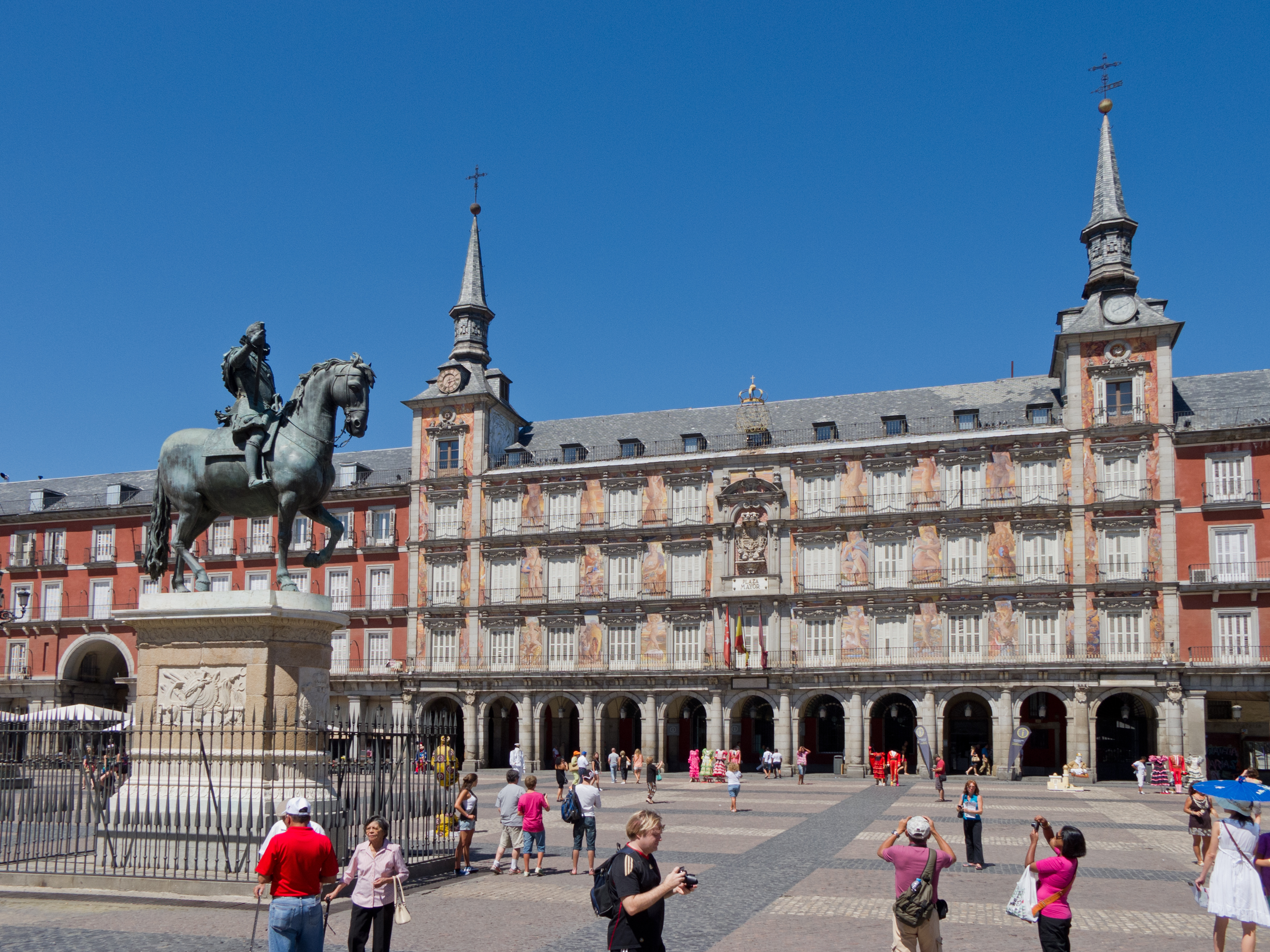
Juan Gómez de Mora. Plaza Mayor de Madrid..

En la Corte, durante el siglo XVII, se cultivó un barroco autóctono con raíces herrerianas, basado en la construcción tradicional con ladrillo y granito, y el uso de empinados chapiteles o cubiertas de pizarra, que se rastrea en el llamado Madrid de los Austrias. El principal representante de esta línea fue Juan Gómez de Mora. También destacaron los religiosos Fray Alberto de la Madre de Dios, autor del monasterio de la Encarnación de Madrid y de los templos de Lerma, Pedro Sánchez, autor de la iglesia de San Antonio de los Alemanes, el hermano Francisco Bautista, inventor de un quinto orden arquitectónico, compuesto de dórico y corintio e introductor de las cúpulas encamonadas teorizadas por Fray Lorenzo de San Nicolás, a quien se debe, entre otras, la iglesia de las Calatravas. Buenos ejemplos del momento son la Plaza Mayor y el Palacio del Buen Retiro. Este último, obra de Alonso Carbonel, fue casi totalmente destruido durante la Guerra de la Independencia, aunque sus jardines aún se conservan parcialmente en el Parque del Buen Retiro y algunas de las partes supervivientes se convirtieron en el Casón del Buen Retiro y el Salón de Reinos. Otras muestras de este sobrio estilo barroco del siglo XVII son la Casa de la Villa, el Palacio de Santa Cruz, el Palacio de los Consejos, las iglesias de San Martín, de San Andrés, de San Ildefonso de Toledo, de Montserrat, de San Isidro y los Estudios jesuíticos anejos, el Monasterio de la Encarnación, las Descalzas Reales, el convento de las Calatravas, de las Comendadoras de Santiago, etc.

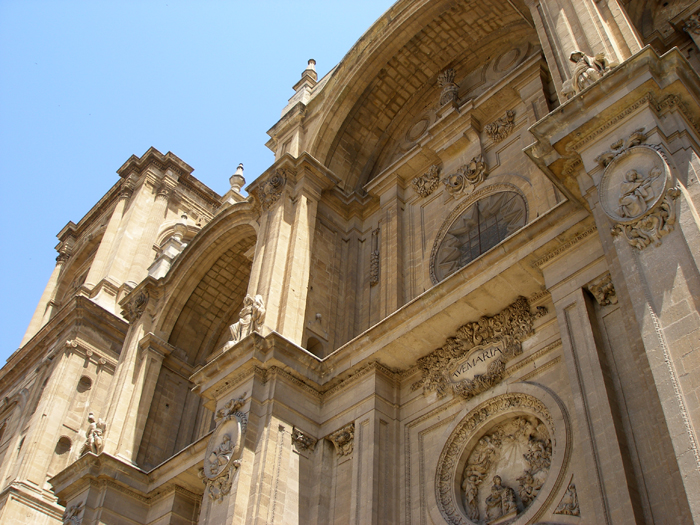
Alonso Cano (traza). Fachada de la catedral de Granada, último tercio.

En Castilla y la Corte sobresalió una familia especializada en el diseño de retablos, los Churriguera, de la que José Benito es su más destacado exponente. Entre 1680 y 1720, los Churriguera popularizaron la combinación de Guarini conocida como "orden supremo", que aunaba columnas salomónicas y orden compuesto. Una obra emblemática es el monumental retablo mayor del convento de San Esteban de Salamanca. En Salamanca, Alberto Churriguera proyectó la Plaza Mayor, que fue acabada por Andrés García de Quiñones. Los Churriguera, con su estilo abigarrado y monumental, suponen un contrapunto a la sobriedad del clasicismo herreriano y abrieron definitivamente las puertas al barroco decorativo, hasta el punto de que genéricamente pasaron a designar una fase del estilo, el churrigueresco, término acuñado por los académicos en el siglo XVIII con claras connotaciones peyorativas.
En la arquitectura andaluza del siglo XVII destacan las fachadas de la Catedral de Jaén, obra de Eufrasio López de Rojas que se inspira en la fachada de Carlo Maderno para San Pedro del Vaticano, y de la Catedral de Granada, diseñada en sus últimos días por Alonso Cano. Su modernidad, basada en su personal uso de las placas y elementos de claro acento geometrizante, así como el empleo de un orden abstracto, la sitúan a la vanguardia del barroco español.
En Galicia, el patrocinio e influencia del Canónigo de la catedral compostelana, José de Vega y Verdugo, impulsó la introducción de los formas del barroco pleno en las obras catedralicias lo que propició que el nuevo estilo se extendiera por toda la región. Supuso el tránsito del clasicismo de arquitectos como Melchor de Velasco Agüero a un barroco caracterizado por una gran riqueza ornamental cuyos primeros y destacados representantes fueron José de la Peña de Toro y Domingo de Andrade.

## La arquitectura delsigloXVIII

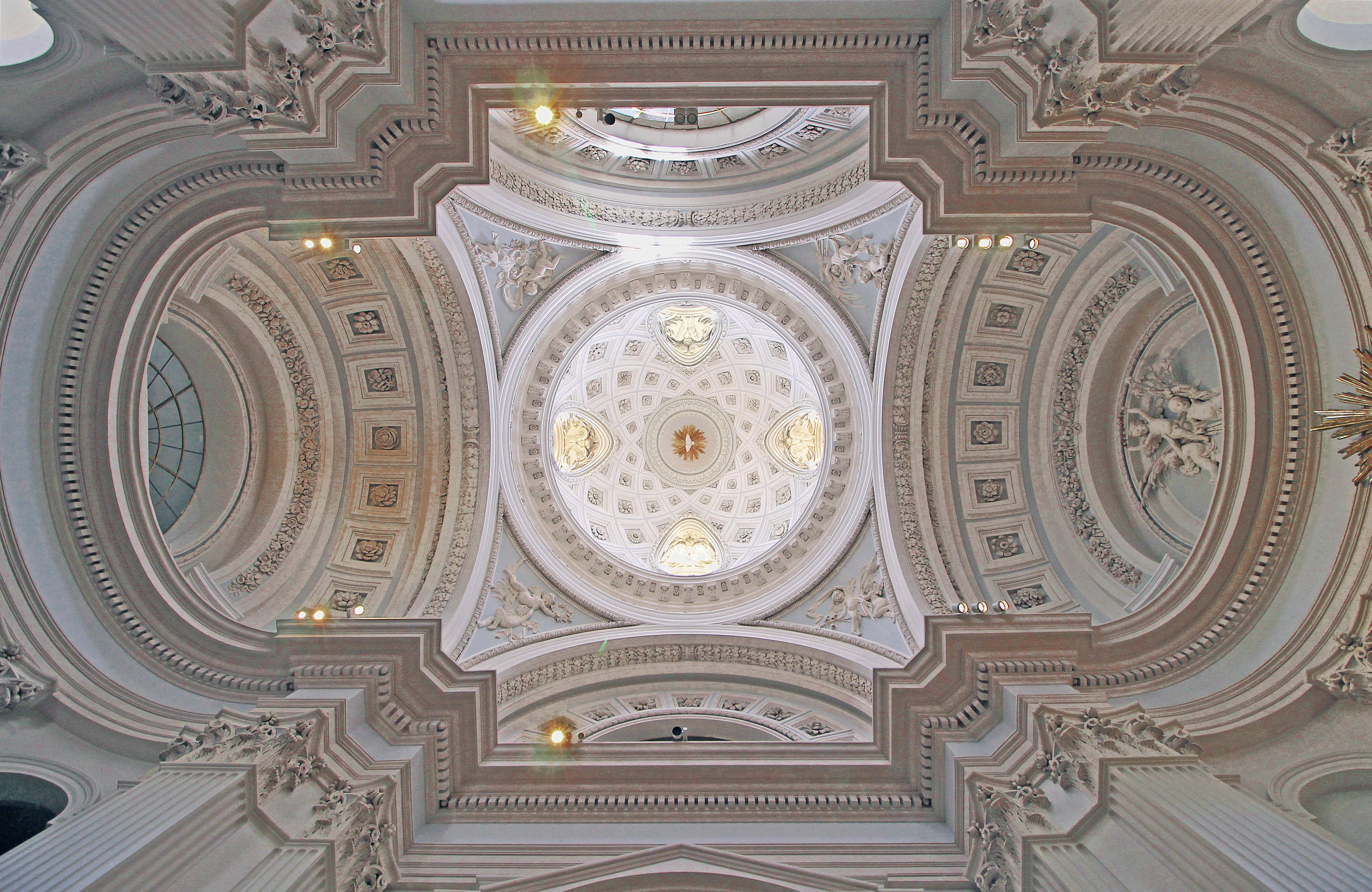
Cúpula de la capilla del Palacio del Infante don Luis (Boadilla del Monte), de Ventura Rodríguez, 1765.

En el siglo XVIII se dio una dualidad de estilos, aunque las cesuras no siempre están claras. Por un lado estuvo la línea del barroco tradicional, castizo o mudéjar (según el autor) cultivada por los arquitectos autóctonos y, por otro, un barroco mucho más europeo, traído por arquitectos foráneos a iniciativa de la monarquía, que implanta un gusto francés e italiano en la Corte. A la primera tendencia pertenecen arquitectos y retablistas tan destacados como Pedro de Ribera, Narciso Tomé, Fernando de Casas Novoa, Francisco Hurtado Izquierdo, Jerónimo de Balbás, Leonardo de Figueroa, Konrad Rudolf.

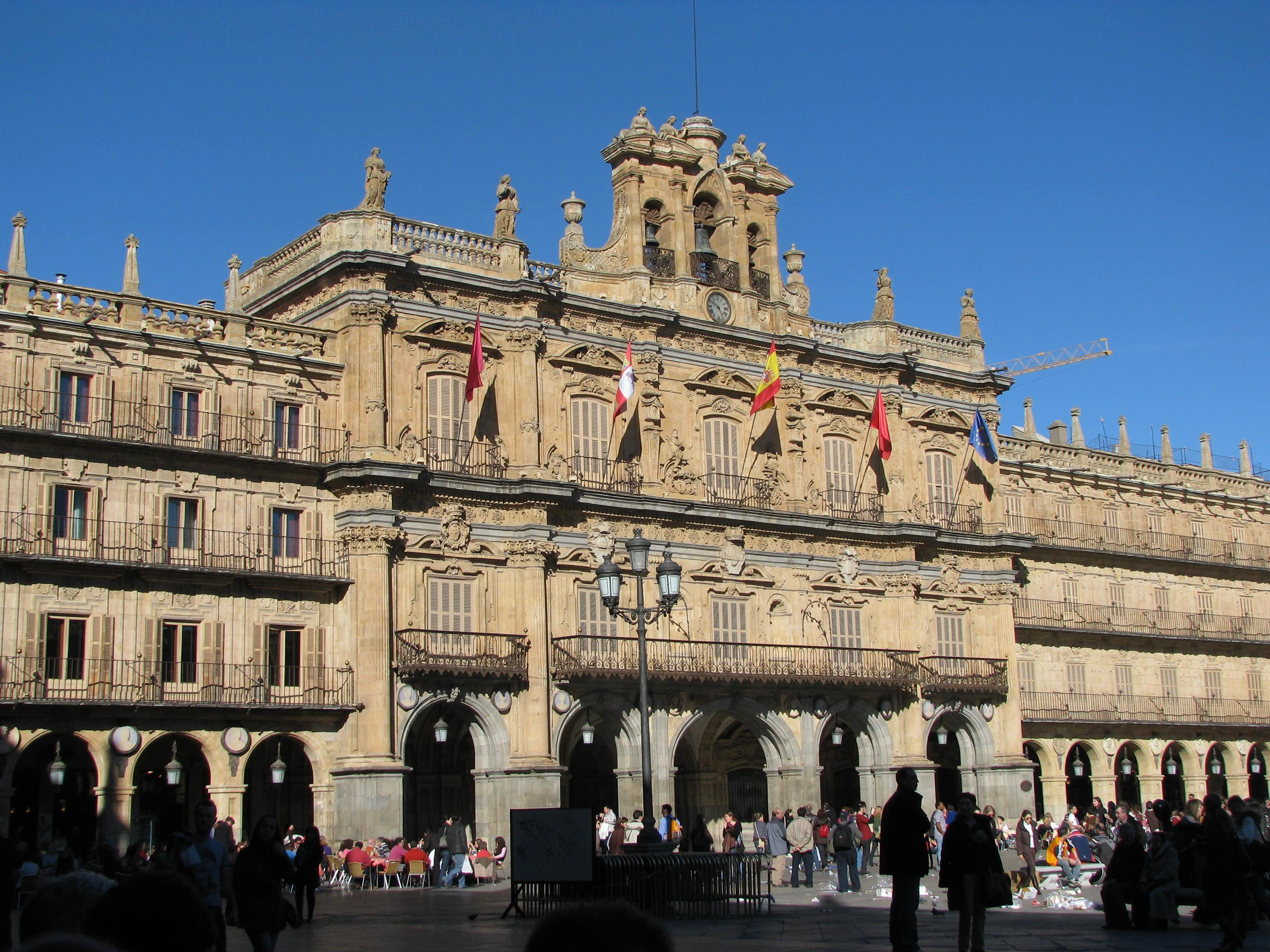
Plaza Mayor de Salamanca, de Alberto de Churriguera y Andrés García de Quiñones, 1724-1755.

Buen exponente de la pervivencia del barroco tradicional en la Corte durante el siglo XVIII fue Pedro de Ribera, cuya obra más destacada es el Real Hospicio de San Fernando en Madrid. De los Tomé (Narciso y Diego) destaca el famoso Transparente de la catedral de Toledo y, como obra estrictamente arquitectónica, la Universidad de Valladolid. El foco gallego estuvo magistralmente representado por Fernando de Casas y Novoa, cuya obra cumbre es la fachada del Obradoiro de la catedral compostelana. En Andalucía destacaron dos focos: Granada y Sevilla. En el primero sobresalió el arquitecto lucentino Francisco Hurtado Izquierdo, autor de los sagrarios de las cartujas de Granada y de El Paular (Rascafría), y asimismo relacionado con una de las obras más deslumbrantes del barroco español, la sacristía de la cartuja granadina. En Sevilla destacaron el zamorano Jerónimo Balbás, que propagó el uso del estípite en Andalucía y la Nueva España, y Leonardo de Figueroa, autor de la remodelación del Colegio de San Telmo y de un conjunto tan sobresaliente como el noviciado jesuítico de San Luis de los Franceses. Otro de los focos que gozó de gran vitalidad durante el barroco fue el valenciano. Un destacado arquitecto fue Konrad Rudolf y una fachada paradigmática es la del Palacio del Marqués de Dos Aguas (1740-1744), diseñada por el pintor Hipólito Rovira. En Murcia, el gran renovador de la arquitectura fue Jaime Bort con el potente imafronte o fachada de la catedral (1737-1754).

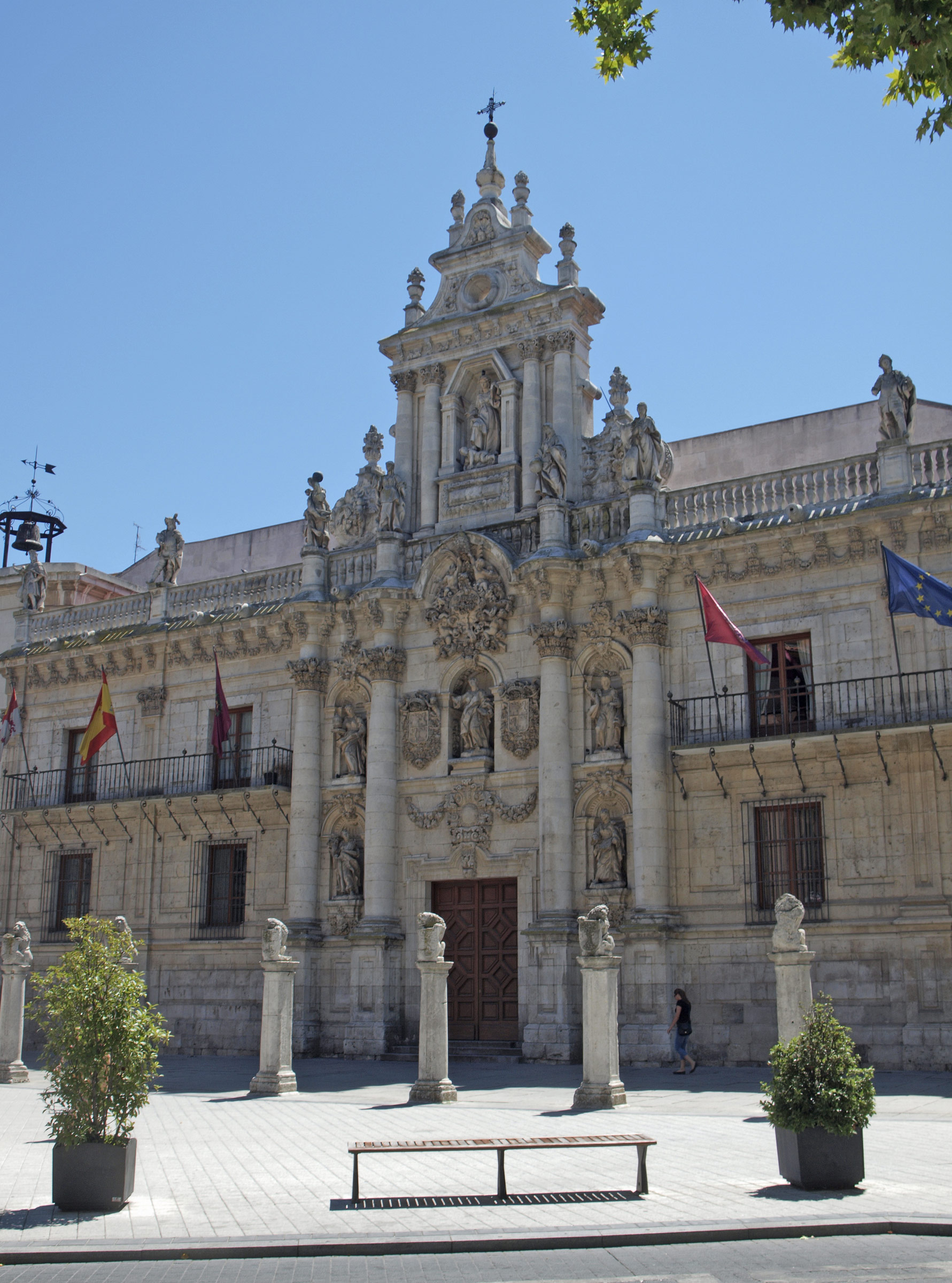
Fachada de la Universidad de Valladolid, 1716-1718.

A partir de 1730, el impacto del rococó francés se percibe en el barroco español. Retablistas y arquitectos incorporan la rocalla como motivo decorativo, aunque la emplean en estructuras de marcado carácter barroco. Por eso, salvo en contados ejemplos, resulta arriesgado hablar de la existencia de un auténtico rococó en España, pese a que a menudo se han asociado los derroches decorativos dieciochescos a dicho estilo.
A la segunda línea, la del barroco más europeizante fomentada por los Borbones, pertenece el Palacio Real de Madrid, construido durante el reinado de Felipe V. Este palacio, que se construyó en la línea de los grandes palacios clasicistas como Versalles, vino a sustituir al Alcázar, destruido en el incendio de 1734. Su construcción fue confiado a arquitectos italianos: Filippo Juvara, Juan Bautista Sachetti y Francesco Sabatini. Otros ejemplos palatinos son los palacios reales de La Granja de San Ildefonso (en la ladera segoviana de la Sierra de Guadarrama), y el de Aranjuez (en la ribera del Tajo más accesible desde Madrid, existente desde el siglo XVI, pero reformado sustancialmente a mediados del XVIII bajo Fernando VI y Carlos III). Ambos son buenas representaciones de la integración de arquitectura y jardines barrocos en entornos alejados de la ciudad, que manifiestan una notable influencia francesa (se conoce a La Granja como el Versalles español). En el siglo XVIII, algunas iglesias levantadas en la Corte por arquitectos italianos, como Santiago Bonavía, que trazó la iglesia de San Antonio en Aranjuez o la iglesia de San Miguel en Madrid, trasladan a España propuestas del barroco italiano en sus complicadas plantas alabeadas. También destaca el convento de las Salesas Reales, fundado en 1748 por Bárbara de Braganza, y algunas obras de Ventura Rodríguez, fiel seguidor del barroco romano en iglesias como la de San Marcos, en la que funde las aportaciones de Bernini (San Andrés del Quirinal) y Borromini (San Carlo alle Quattro Fontane).

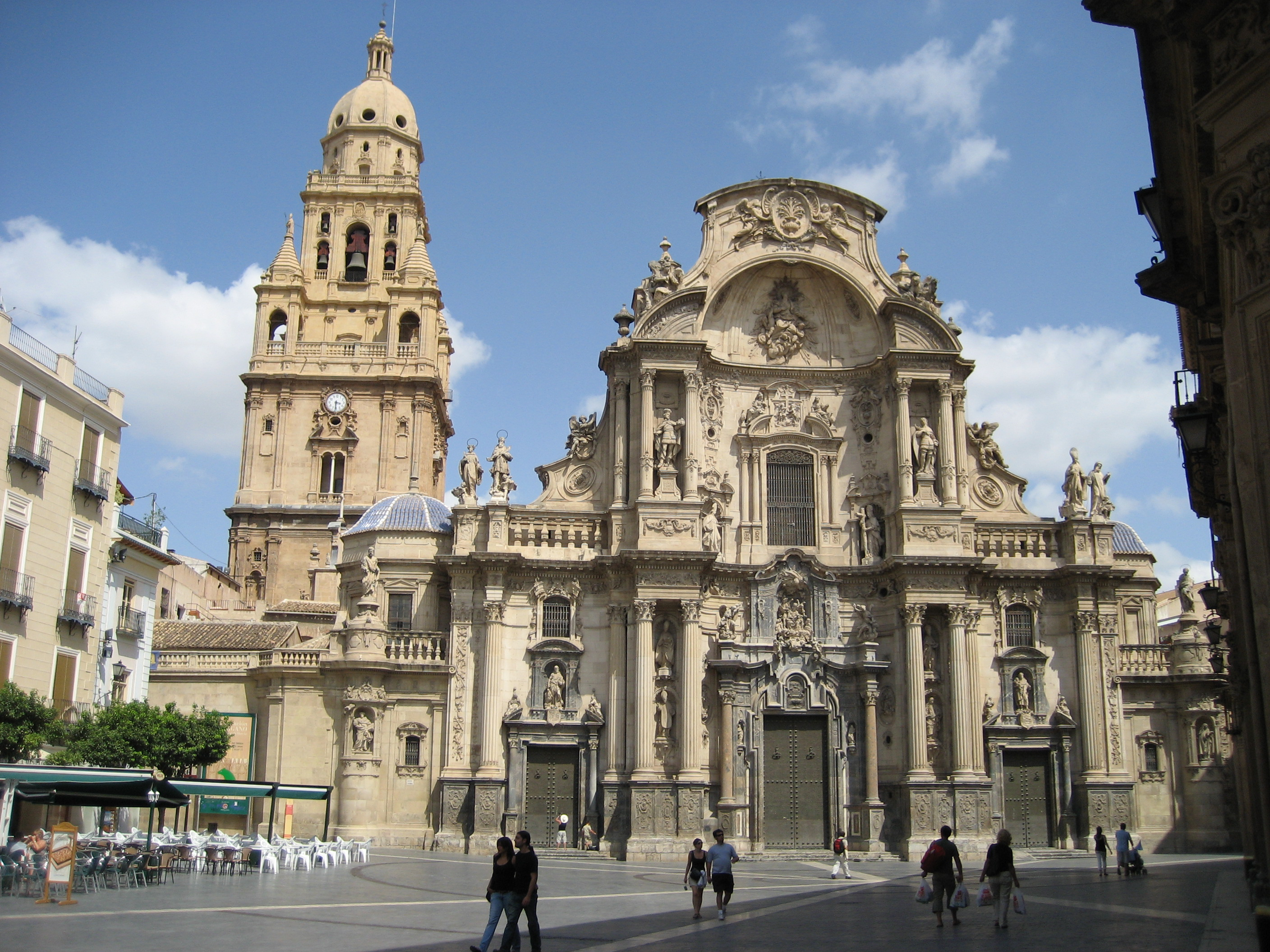
Catedral de Murcia, Jaime Bort 1737-1754.

El ascenso al trono de Carlos III en 1759 traería consigo la liquidación del barroco. En la Corte, el rey llevó a cabo una serie de reformas urbanísticas destinadas a higienizar y ennoblecer el insalubre Madrid de los Austrias. Muchas de estas obras fueron acometidas por su arquitecto predilecto, el italiano Francesco Sabatini, en un lenguaje clasicista bastante depurado y sobrio. Este clasicismo académico, cultivado por él y otros arquitectos académicos, está preparando las bases del incipiente neoclasicismo español. Los ilustrados abominaron de las formas barrocas precedentes, por apelar a los sentidos y ser afectas al pueblo; en su lugar, propugnaban la recuperación del clasicismo, por identificarlo con el estilo de la razón. Las presiones que, desde la Real Academia de San Fernando, su secretario, Antonio Ponz, trasladó al rey, desembocaron en una serie de Reales Decretos a partir de 1777, que prohibieron la realización de retablos en madera y supeditaron todos los diseños arquitectónicos de iglesias y retablos al dictamen de la Academia. En la práctica, estas medidas suponían el acta de defunción del barroco y la liquidación de sus variantes regionales, para imponer un clasicismo académico desde la capital del reino.